# ایرانیت

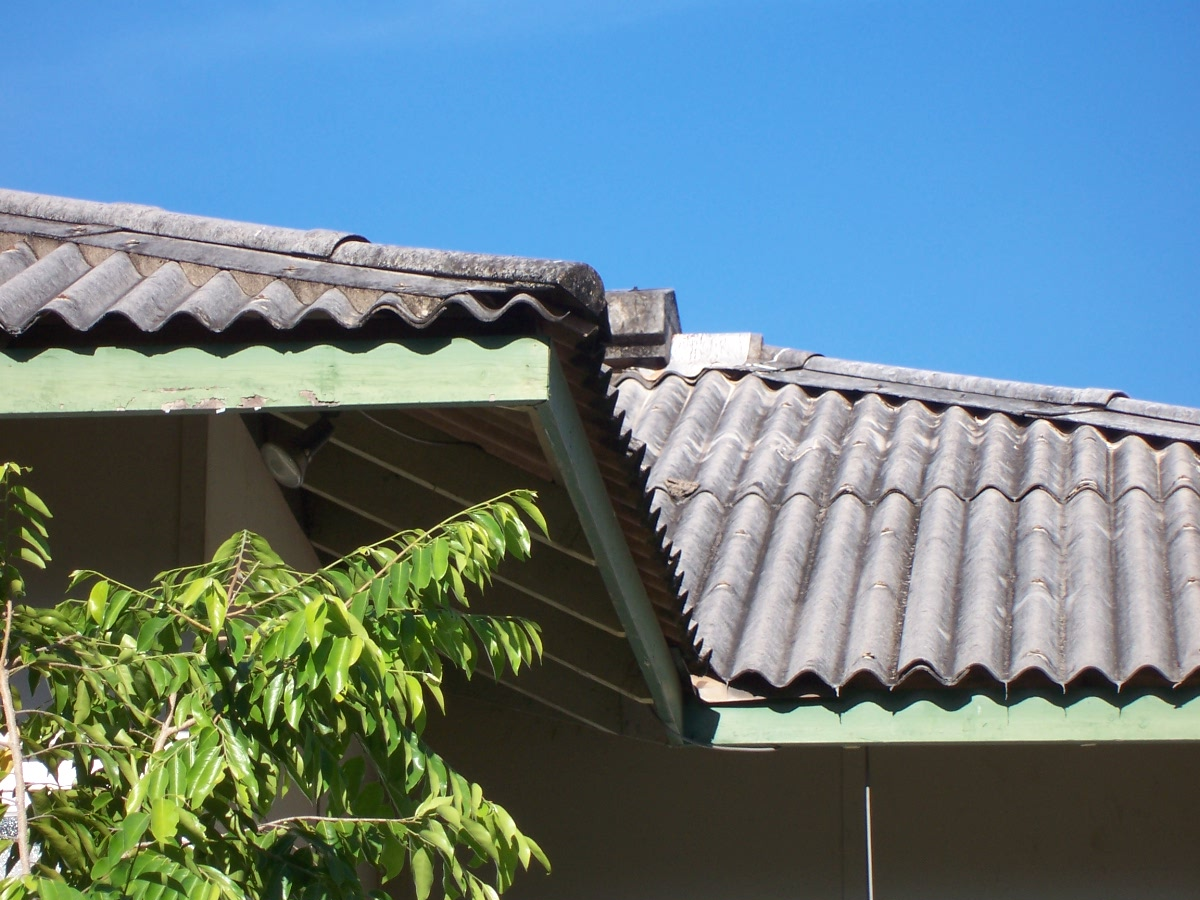
سقف با پوشش ایرانیت

ایرانیت نوعی صفحهٔ موج‌دار است که برای پوشش سقف یا ایجاد پوشش و دیوار به کار می‌رود. جنس آن ممکن است فایبرگلاس یا پنکوسیم(پنبهٔ کوهی - سیمان)باشد. آن را در ایران، ایرانیت می‌نامند. 
اولین شواهد مصرف پنبهٔ کوهی صنعتی در ایران به قبل از جنگ جهانی دوم بازمی‌گردد که آلمانی‌ها از این ماده در ساختمان ایستگاه‌های راه‌آهن استفاده کردند. تولید محصولات آزبست سیمان در ایران به سال ۱۳۳۷ بازمی‌گردد که کارخانه‌ای در تهران آغاز به کار کرد و مهم‌ترین محصول آن ورقه‌های موج‌دار آزبست سیمان بود. این کارخانه که «ایرانیت» (Iranite) نام داشت از این نام برای محصول خود استفاده کرد و ورقه‌های آزبست موج‌دار از آن پس در ایران، ایرانیت نام گرفت این نام‌گذاری تا آن‌جا پیش رفت که پس از آن تمامی اشکال ورقه‌های موج‌دار حتی نوع پلاستیکی آن به همین نام شناخته می‌شوند.

## ساخت
برای ساختن پنکوسیم، یک واحد سیمان پرتلند و ۳ تا ۷ واحد پنبهٔ کوهی (آزبست، سیلیکات آبدار منیزیم) را در هم می‌کنند و در آن آب زیاد می‌ریزند (تا ده برابر بتن سیمانی) تا دوغاب تندروان گردد. دوغاب تندروان را آبکش می‌کنند تا کندروان شود. آن را از روی نمد گذرانند و آب زیادی آن را از زیر نمد می‌کند، تا خمیر شود؛ خمیر را مانند مقواسازی، از درون ماشین می‌گذرانند تا به شکل ورق درآید. آن را به اندازهٔ خواسته شده می‌برند و لای دو صفحهٔ فولادی می‌رانند و به آن ۴۰ نیوتن بر میلیمتر مربع فشار می‌آورد تا ماندهٔ آب در آن بیرون رود. پنکوسیم ساخته شده را در هوای پر از بخار می‌گذراند تا سخت شود.

## آزبست و سرطان
در طول قرن بیستم، به مرور خطرات استفاده از آزبست در صنعت روشن شده. تا کنون در بیش از پنجاه کشور دنیا استفاده از این ماده ممنوع شده‌است. آزبست سرطان‌زا بوده و نظر جامعهٔ علمی به عدم استفاده از آن است. به علت ترس از خطرات احتمالی استنشاق ذرات بسیار ریز آزبست، در بسیاری از کشورها، خانه‌ها و ساختمان‌های قدیمی را از این ماده پاکسازی می‌کنند.

## کاربرد
پنکوسیم را در خود رنگ (خاکستری روشن) رنگین می‌سازند. آن را به شکل ورق تخت و موج‌دار و کلدگی آن‌ها، لوله گرد و چهارگوش بی سوراخ و سوراخ‌دار و نیم لوله آن‌ها، زانویی، سه راهی و جراینها درمی‌آورد. روی ورق پنکوسیم تخت، برگ نازک چوب می‌چسبانند و برای آرایش دیوارهای درونی مصرف می‌کنند.
برای ساختن لوله پنکوسیم، نوار خمیری آن را دور لوله فولادی، چندبار می‌پیچند تا شکل بگیرد، سپس آن را بیرون می‌کشند و سخت می‌کنند. جنس پنکوسیم، بستگی به جنس پنبه کوهی و سیمان پرتلندی دارد که در ساخت آن مصرف شده‌است. پنبه کوهی به کار رفته در آن باید بلند و خیلی نازک باشد چرا که پنبه کوهی، استخوانبندی پنکوسیم است. در ساخت پنکوسیم، پنبه کوهی کریزوتیل که تارهایش بلند است مصرف می‌کنند. پنبه کوهی با تارهای کوتاه، در ساخت پنکوسیم کاربردی ندارد. پنبه کوهی در گرمای زیاد تجزیه نمی‌شود و پایدار است در ضمن اسیدها نیز در آن اثر نمی‌کنند. پنبه کوهی را حلاجی کرده با آن نخ می‌ریسند؛ و با نخ آن پارچه نسوز می‌بافند.
پنکوسیم فلزی است. آب در آن نشست نمی‌کند و نم نیز پس نمی‌دهد. در برابر گرمای زیاد پایدار است و گرماگذرانی آن کم و برابر ۱/۳ گرماگذارانی بتن سیمانی می‌باشد. برق گذرانی آن خیلی کم است و آن را برای برق بندی مصرف می‌کنند.
در جایی که گرد سیلیس ارزان باشد، می‌شود در ساختمان پنکوسیم، به جای سیمان پرتلند خالص، مخلوط ۷۵٪ وزنی گرد سیلیس + ۲۵٪ وزنی سیمان پرتلند مصرف کرد. چنین پنکوسیمی را در بخار خانهٔ (اتوکلاو) با بخار ۱۸۰ درجه می‌گذارند، تا عمل آید.
برای رنگی کردن پنکوسیم آن را پس از ساخت در محلولهای رنگی ویژه فرو می‌برند.
ورق پنکوسیم تخت و موجدار برای پوشش بام‌های شیب دار، روی خرپا مصرف می‌شود. لوله‌های پنکوسیم برای ناودان و روان کردن آب در آن‌ها مصرف می‌شود.
هاچک نزدیک به ۸۰ سال پیش پنکوسیم را اختراع کرد. از آن زمان تاکنون پیوسته مصرف آن بیشتر شده‌است.
این افزایش در کشورهای در حال توسعه به چشم می‌خورد. کشورهای صنعتی و پیشرفته استفاده از این محصول را به دلیل سرطان زا بودن پنبه نسوز، به‌طور کامل ممنوع کرده و حتی محصولاتی که قبلاً استفاده گردیده را جمع‌آوری و جایگزین می‌کنند.
در بیست سال گذشته کانهای تازه پنبهٔ کوهی در نهبندان و پیرامون بیرجند در جنوب خراسان پیدا شده‌است که می‌توان از آن‌ها برای ساختن پنکوسیم بهره برد.